# Pirata apalacheus
Pirata apalacheus là một loài nhện trong họ Lycosidae.
Loài này thuộc chi Pirata. Pirata apalacheus được Willis J. Gertsch miêu tả năm 1940.